# Rick Mount
Richard Carl Mount, detto Rick (Lebanon, 5 gennaio 1947), è un ex cestista statunitense, professionista nella ABA.
È il figlio di Pete Mount.

## Carriera
È stato selezionato dai Los Angeles Lakers all'ottavo giro del Draft NBA 1970 (132ª scelta assoluta).

## Statistiche
| † | Denota una stagione in cui ha vinto il titolo ABA |
| * | Primo nella lega                                  |
| * | Record                                            |

### ABA

#### Regular season
| Anno         | Squadra           | PG  | PT | MP   | TC%  | 3P%  | TL%  | RP  | AP  | PRP | SP  | PP   |
| ------------ | ----------------- | --- | -- | ---- | ---- | ---- | ---- | --- | --- | --- | --- | ---- |
| 1970-1971    | Indiana Pacers    | 66  |    | 12,6 | 37,1 | 29,1 | 80,0 | 1,1 | 1,6 |     |     | 6,6  |
| 1971-1972†   | Indiana Pacers    | 78  |    | 27,3 | 44,3 | 31,7 | 82,8 | 2,0 | 2,9 |     |     | 14,3 |
| 1972-1973    | Kentucky Colonels | 61  |    | 29,2 | 45,9 | 30,0 | 80,3 | 2,3 | 3,2 |     |     | 14,9 |
| 1973-1974    | Kentucky Colonels | 18  |    | 15,3 | 36,4 | 15,4 | 76,0 | 1,1 | 1,5 | 0,4 | 0,0 | 7,3  |
| 1973-1974    | Utah Stars        | 34  |    | 14,0 | 47,9 | 30,3 | 87,0 | 1,2 | 1,1 | 0,6 | 0,0 | 8,8  |
| 1974-1975    | Memphis Sounds    | 26  |    | 34,4 | 42,0 | 42,6 | 86,3 | 2,0 | 3,0 | 1,1 | 0,3 | 17,1 |
| Carriera ABA | Carriera ABA      | 283 |    | 22,6 | 43,3 | 31,7 | 82,0 | 1,7 | 2,4 | 0,7 | 0,1 | 11,8 |

#### Massimi in carriera
Regular Season
- Massimo di punti: 32 vs Virginia Squires (17 novembre 1974)
- Massimo di rimbalzi: 7 vs Memphis Pros (3 marzo 1971)
- Massimo di assist: 8 (2 volte)
- Massimo di palle rubate: 2 (2 volte)*
- Massimo di stoppate: 1 (2 volte)*

(* tenendo conto dei dati ABA al momento disponibili e che le statistiche di queste categorie vennero registrate sistematicamente solo dalla stagione ABA 1973-1974)

#### Play-off
| Anno         | Squadra           | PG  | PT | MP   | TC%  | 3P%   | TL%  | RP  | AP  | PRP | SP  | PP   |
| ------------ | ----------------- | --- | -- | ---- | ---- | ----- | ---- | --- | --- | --- | --- | ---- |
| 1971         | Indiana Pacers    | 10  |    | 12,9 | 34,2 | 29,4  | 71,4 | 1,0 | 0,9 |     |     | 6,0  |
| 1972†        | Indiana Pacers    | 20* |    | 19,4 | 38,2 | 26,7  | 84,6 | 1,2 | 1,6 |     |     | 8,9  |
| 1973         | Kentucky Colonels | 19* |    | 35,6 | 40,6 | 45,5* | 83,9 | 2,5 | 2,6 |     |     | 16,9 |
| 1974         | Utah Stars        | 16  |    | 19,1 | 45,9 | 31,3  | 90,0 | 1,5 | 1,1 | 0,6 | 0,4 | 10,6 |
| Carriera ABA | Carriera ABA      | 65  |    | 23,0 | 40,6 | 32,9  | 83,9 | 1,6 | 1,6 | 0,6 | 0,4 | 11,2 |

#### Massimi in carriera
Play-off
- Massimo di punti: 31 vs Carolina Cougars (11 aprile 1973)
- Massimo di rimbalzi: 4 (5 volte)
- Massimo di assist: 6 (2 volte)
- Massimo di palle rubate: 3 vs Indiana Pacers (5 maggio 1973)*
- Massimo di stoppate: 1 (7 volte)*

(* tenendo conto dei dati ABA al momento disponibili e che le statistiche di queste categorie vennero registrate sistematicamente solo dalla stagione ABA 1973-1974)

## Palmarès
- 2 volte NCAA AP All-America First Team (1969, 1970)
- NCAA AP All-America Third Team (1968)
- Campionato ABA: 1

Indiana Pacers: 1972
- Più alta percentuale nel tiro da 3 punti nei Playoff ABA: (1973)